# Korean Broadcasting System
Korean Broadcasting System (KBS, кореј. 한국방송공사; Han-guk Bangsong Gongsa) је национални јавни емитер Јужне Кореје. Основана је 1927. године, а управља радиом, телевизијом и мрежним услугама, као једна од највећих јужнокорејских телевизијских мрежа.